# Plestia
 (février 2017).
Si vous disposez d'ouvrages ou d'articles de référence ou si vous connaissez des sites web de qualité traitant du thème abordé ici, merci de compléter l'article en donnant les références utiles à sa vérifiabilité et en les liant à la section « Notes et références ».

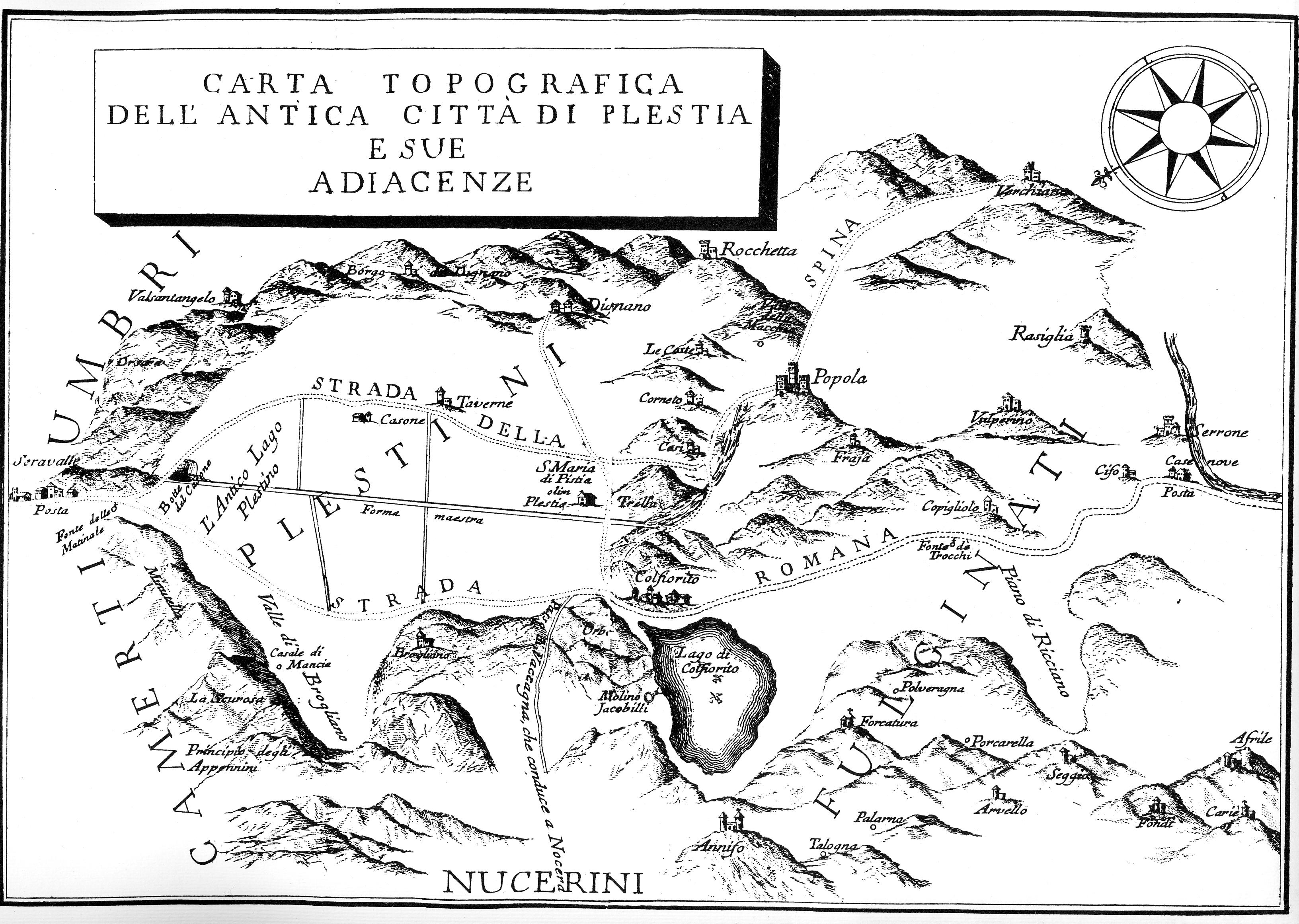
Ancienne illustration des territoires de Plestia

Plestia a été une ville ombrienne de la  Regio VI Umbria, située sur le plateau de Colfiorito dans la zone de l'actuelle église Santa Maria di Pistia, sur les rives du « Lacus Plestinus  » bonifié avec la construction du collecteur dit « Botte dei Varano ».

## Géographie
Le site est situé sur un plateau à une altitude de 760 m sur la route de Foligno à Macerata.

## Histoire
Des fouilles archéologiques ont mis en évidence des tombes datant du Xe siècle av. J.-C. ainsi qu'un village de l'âge du fer (IXe siècle av. J.-C.). 
En 178 av. J.-C. il existait la ville romaine de Plestia, qui avait un forum, un temple et autres édifices. 
Au Ve siècle Plestia avait son propre évêque. La ville fut abandonnée au Xe siècle pour des raisons inconnues. 
Le site est désormais occupé par l'église Santa Maria de Plestia. La région fut repeuplée par la commune de Foligno, qui y construit un château (1269), qui est à l'origine du village moderne.